# 巽伽王朝
巽伽王朝（शुंग राजवंश）是古印度摩揭陀王國的一個王朝。建於前185年，亡於前73年。其主要范围包括印度東北部恆河下游地區。巽伽王朝共歷10帝，首都位於華氏城。
前185年，孔雀王朝最後一任國君坚车王（或译为巨车）為手下將軍华友（或译为差友）刺殺，孔雀王朝被巽伽王朝取代。王朝初，华友壓制佛教，致力復興婆羅門教。另外，他亦一改孔雀王朝的親塞琉古帝国立場。巽伽王朝的统治范围远远小于孔雀王朝，而且据说孔雀王朝仍然有后代在摩揭陀作为藩王留存下来。在玄奘访问印度的时代（627年—645年），摩揭陀地区有一个叫满胄王的小王公据说就是孔雀王朝的末裔，虽然可信度很低（因为当时有许多王公都冒充孔雀家族后代）。
前73年，巽伽王朝為甘婆王朝取代。

## 历代君主
- 华友王
- 火天友
- 婆苏逝瑟吒
- 婆苏密多罗（世友）
- 案达罗迦
- Pulindaka (122 - 119 BCE)
- 瞿沙（妙音王）
- 伐折罗密多罗（金刚友）
- 婆伽跋陀罗
- 提婆菩提

## 资料来源
- 《大唐西域记导读》，ISBN 7-80523-160-5

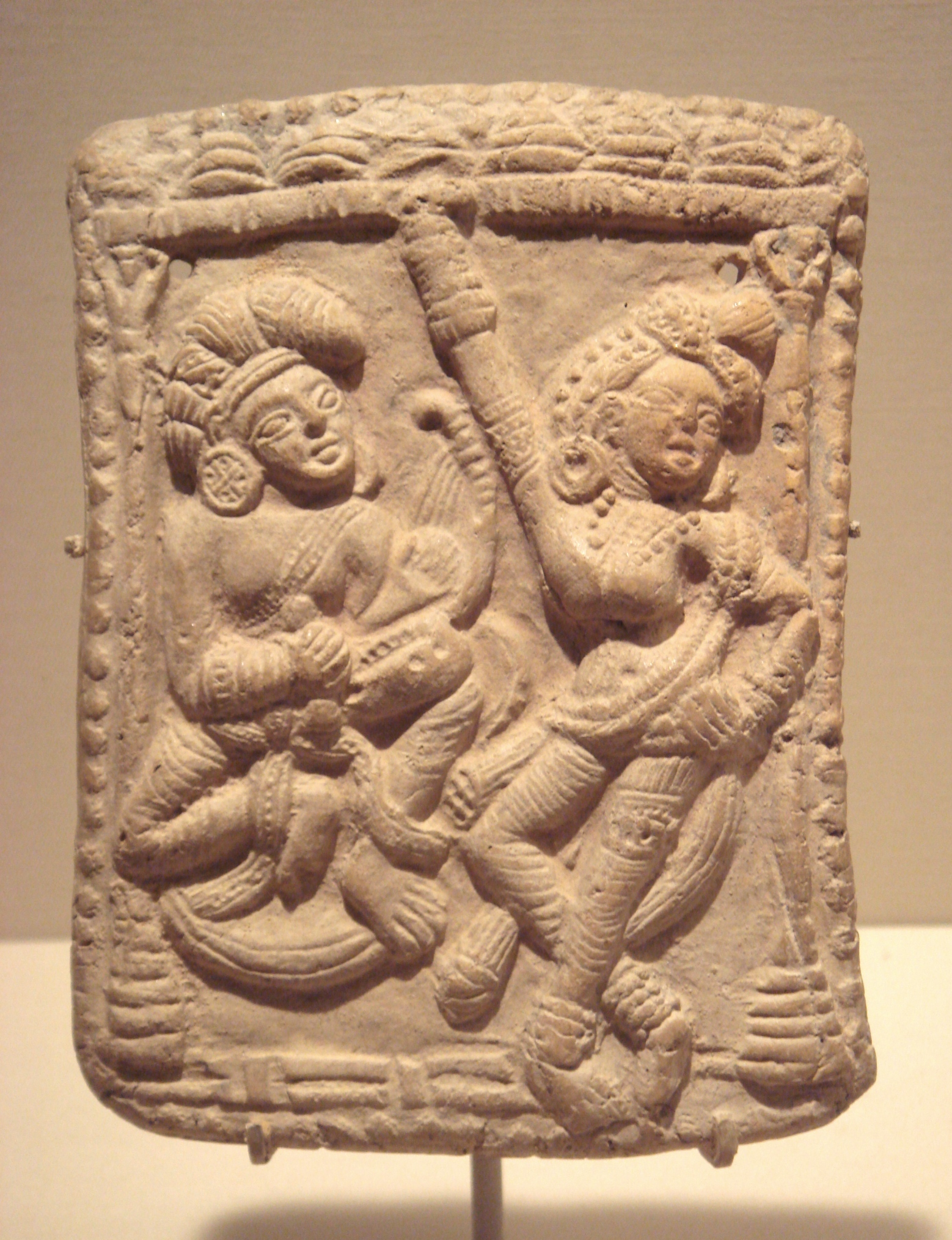
公元前一世紀的巽伽貴族，西孟加拉邦出土
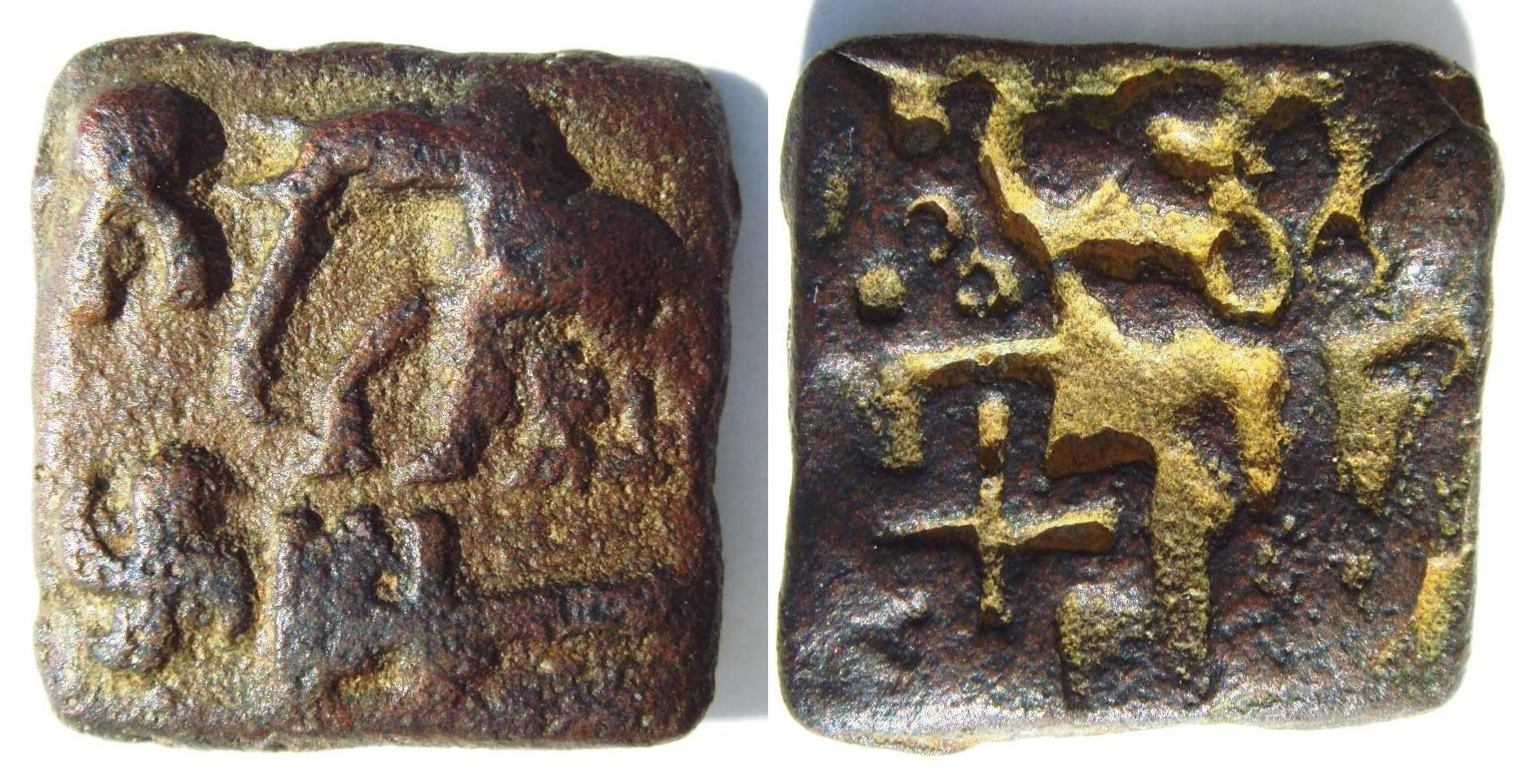
銅幣，公元前二至一世紀
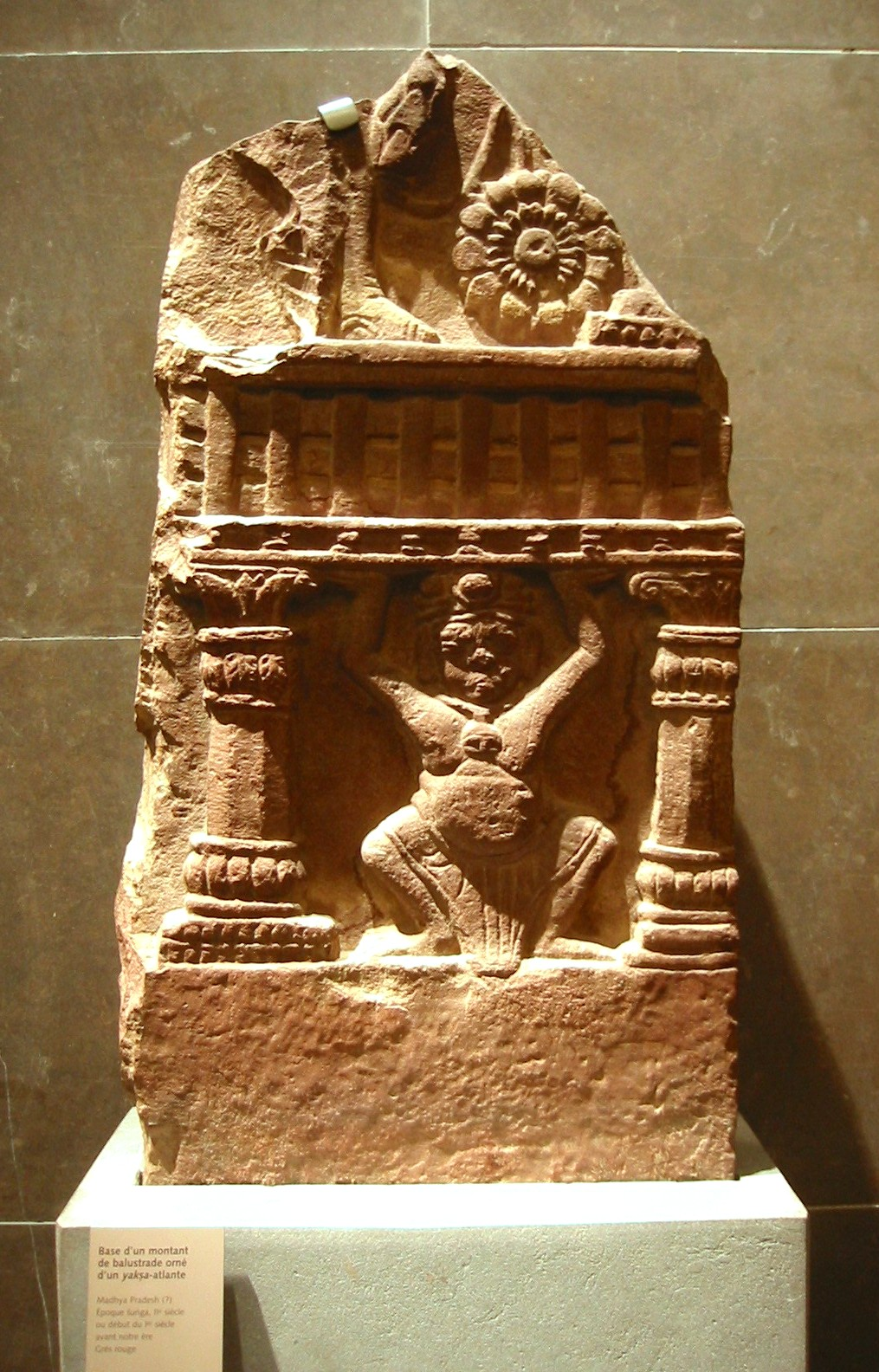
持欄夜叉(公元前2—前1世紀)，現藏於巴黎吉美博物館
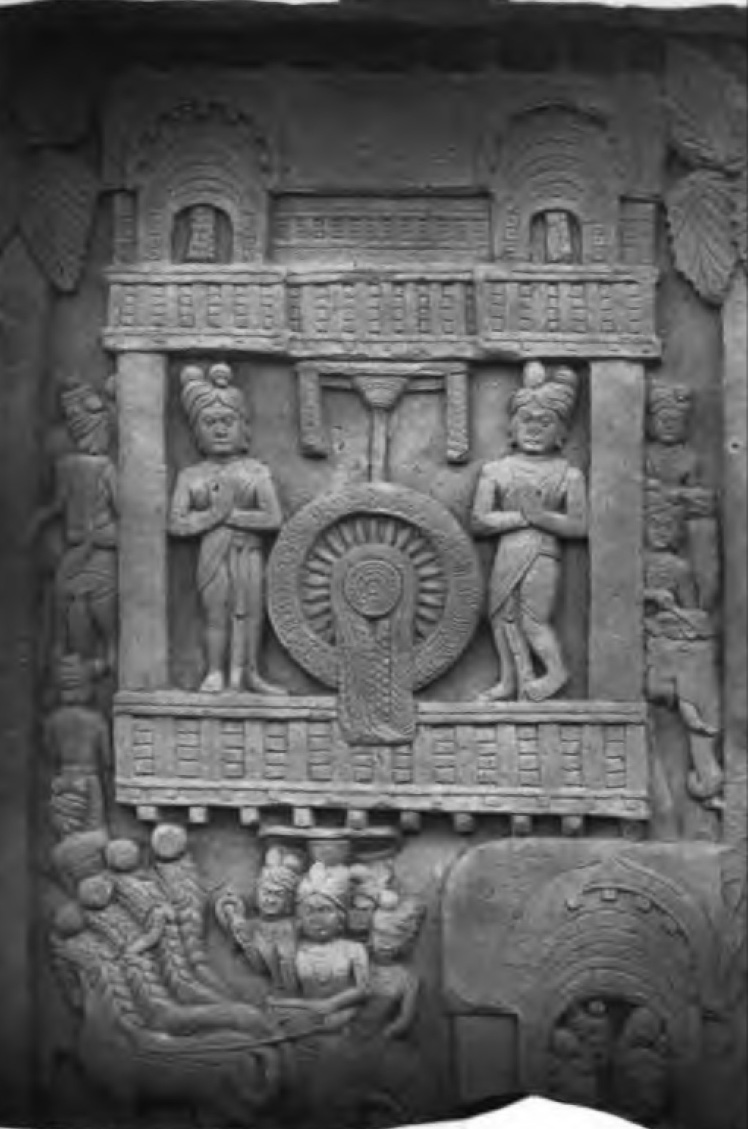
巴戶特浮屠